# 中央県 (パラグアイ)

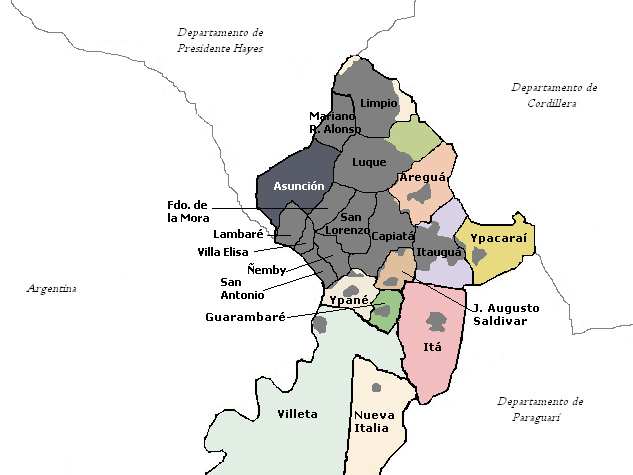
大アスンシオン首都圏

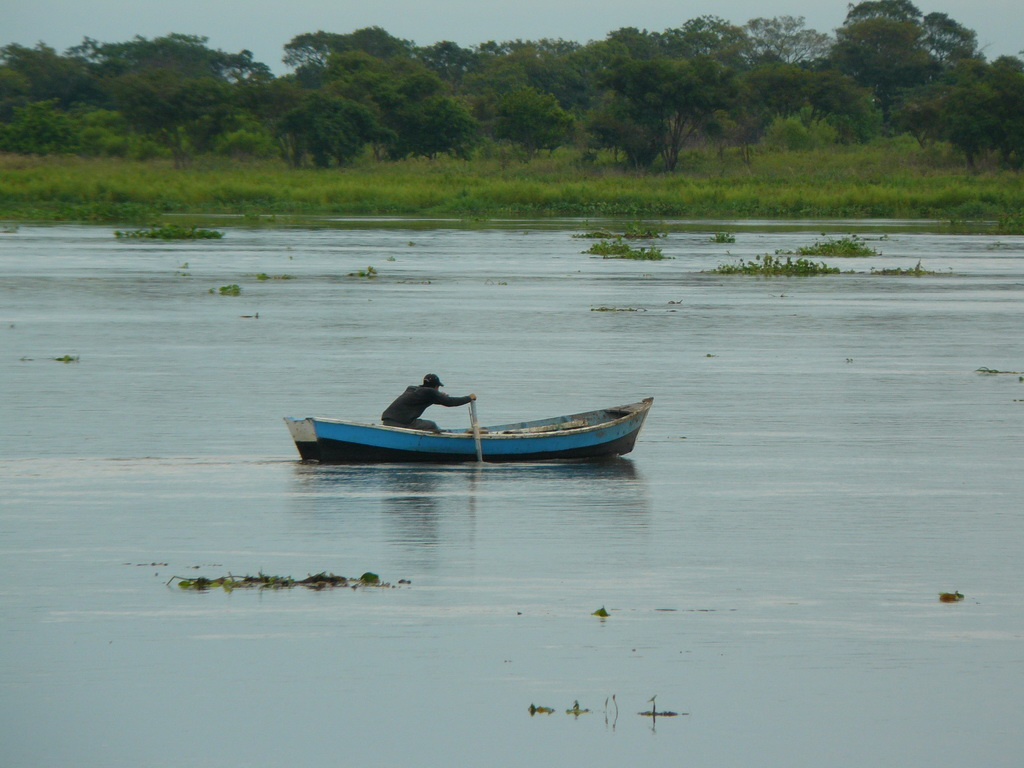
ビジェータのパラグアイ川

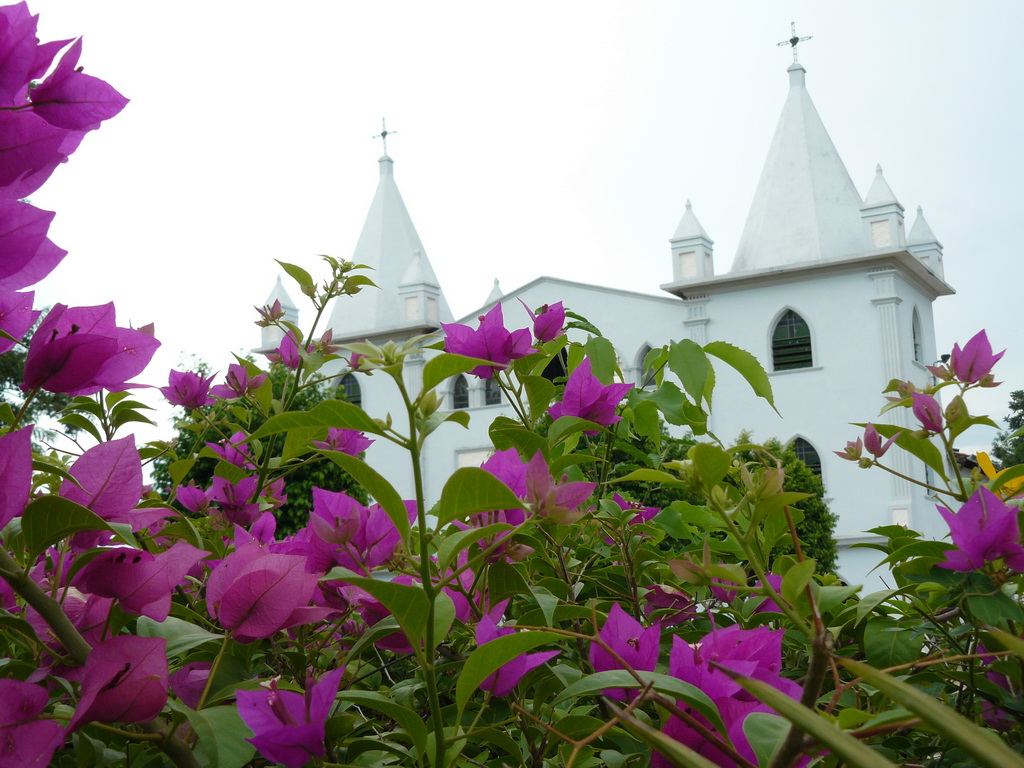
サン・アントニオ

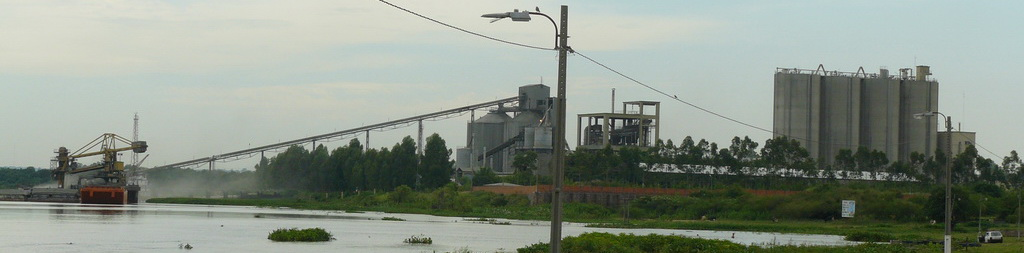
ビジェータのコンクリート工場

中央県（ちゅうおうけん、スペイン語: Departamento Central、スペイン語発音: [senˈtɾal]）は、パラグアイ南部の県。
2016年の人口は202万8700人で、18県中1位。
県都はアレグア。

## 人口
- 2000年7月1日：134万2589人
- 2005年7月1日：155万3730人
- 2010年7月1日：176万8599人
- 2016年7月1日：202万8700人

## 隣接県
- 北：プレシデンテ・アジェス県
- 東：コルディエラ県
- 南東：パラグアリ県
- 南：ニェーンブク県
- 西：フォルモサ州
- 北西：アスンシオン

## 主要都市
- サン・ロレンソ：25万2600人
- ルケ：24万3500人
- カピアタ：22万4200人
- ランバレ：17万900人
- フェルナンド・デ・ラ・モラ：16万7000人
- リンピオ：13万1700人
- ニェンビ：12万6800人
- マリアノ・ロケ・アロンソ（英語版）：9万7600人
- ビージャ・エリサ（英語版）：7万5900人
- イタウグア（英語版）：7万5600人
- サン・アントニオ（英語版）：6万2700人
- イタ（英語版）：2万6200人
- グアランバレ（英語版）：1万7600人
- ビジェータ（英語版）：1万6700人
- アレグア（英語版）：1万5800人(県都)
- イパカライ（英語版）：1万2900人
- イパネ（英語版）：1万1500人

## 地理
- アルトス山脈（スペイン語版）
- イパカライ湖（英語版）
- イポア湖（スペイン語版）
- カブラル池（スペイン語版） - しばしば「カブラル湖」（スペイン語: Lago Cabral）と呼ばれる。
- サラド川（英語版）
- パラグアイ川

## 教育
- アスンシオン国立大学（英語版）

## 気候
最高気温は40℃を超え、最低気温は0℃である。
年間平均気温は22℃。
年間降水量は1433mmで、1～2月に雨が多く、6～8月に少ない。

## 歴史
中央県はかつてコマルカ・アスンセナ（スペイン語: Comarca Asuncena）と呼ばれ、最も人口が多かった。
先住民のカディウェウ人から、侵略者のヨーロッパ人が逃げ込むのに使われていた。
ドミンゴ・マルティネス・デ・イララはイタやアレグアの建設に携わった。
ルケはスペイン人の村として建設された。
ビジェータとリンピオは要塞が起源である。
カピアタやイタウグアは福音伝道の為の教会から始まった。
グアランバレやイパネ、ニェンビーはスペイン人が先住民から避難する為に建設された。
19世紀、ヌエバ・イタリアやトンプソン植民市、ビージャ・エリサが農業植民都市として建設された。
1985年、フリアン・アウグスト・サルディバル地区が建設された。

## 交通
- シルビオ・ペッティロッシ国際空港：ルケ市

## 関連文献
- Geografía del Paraguay - Editorial Hispana Paraguay S.R.L.- 1a. Edición 1999 - Asunción Paraguay
- Geografía Ilustrada del Paraguay - ISBN 99925-68-04-6 - Distribuidora Arami S.R.L.
- La Magia de nuestra tierra. Fundación en Alianza. Asunción. 2007.